# Vicente de Carvalho (Rio de Janeiro)
Vicente de Carvalho é um bairro da Zona Norte do município do Rio de Janeiro. Faz limites com os bairros de Irajá, Vaz Lobo, Cavalcanti, Tomás Coelho, Vila Kosmos e Vila da Penha. Seu IDH, no ano 2000, era de 0,773, o 103º colocado entre 126 regiões analisadas no município do Rio de Janeiro.
O bairro é servido por uma estação da Linha 2 (Linha Verde) do MetrôRio, que liga o bairro da Pavuna, na Zona Norte, a Botafogo, na Zona Sul da cidade.

## História

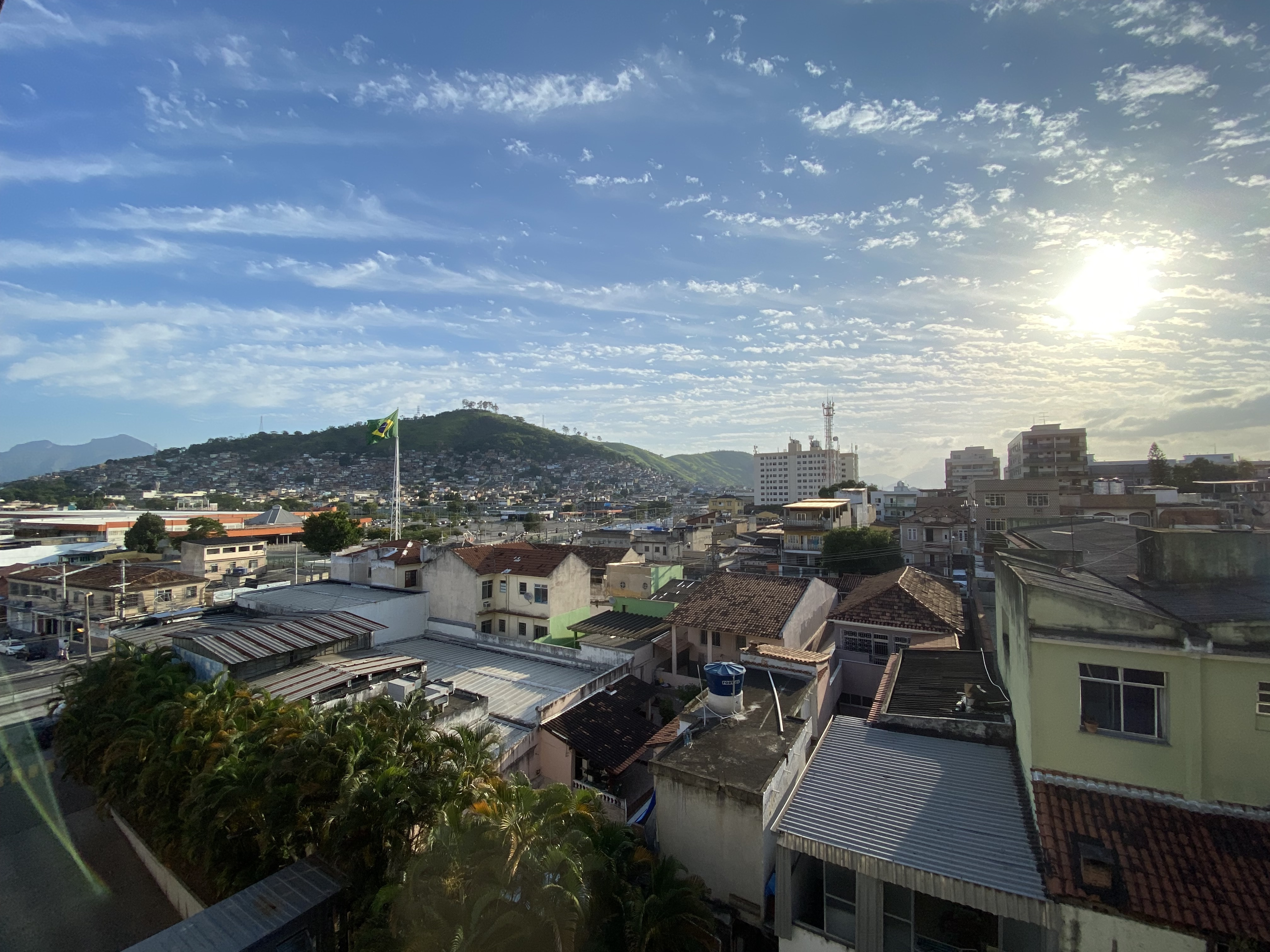
Vista de Vicente de Carvalho, com o Morro do Juramento ao fundo.

O bairro de Vicente de Carvalho faz parte da região administrativa de Irajá e conta com uma população de 24.310 pessoas (segundo informações do Instituto Brasileiro de Geografia e Estatística - IBGE - Censo Demográfico 2000) distribuídas numa área de 183,57 ha.
O nome do bairro é em homenagem a Vicente de Carvalho, antigo fazendeiro local, embora frequentemente confundido com o juiz e poeta paulista Vicente de Carvalho.